# Équipe cycliste AC Sparta Praha
Pour les articles homonymes, voir Sparta.
L'équipe cycliste AC Sparta Praha (AC Sparta Prague) est une équipe cycliste tchèque participant aux circuits continentaux de cyclisme et en particulier l'UCI Europe Tour. Elle court avec une licence d'équipe continentale entre 2005 et 2020. En 2021, elle redevient une équipe de club.

## Palmarès
- Tour de Szeklerland : 2008 (Martin Hebik)
- GP Bradlo : 2009 (Nebojša Jovanović)

## Classements UCI
L'équipe participe aux circuits continentaux et principalement à des épreuves de l'UCI Europe Tour. Les tableaux ci-dessous présentent les classements de l'équipe sur les différents circuits, ainsi que son meilleur coureur au classement individuel.
UCI Africa Tour
| Saison | Classement par équipes | Meilleur coureur au classement individuel |
| ------ | ---------------------- | ----------------------------------------- |
| 2009   | 20e                    | Nebojša Jovanović (132e)                  |

UCI America Tour
| Saison | Classement par équipes | Meilleur coureur au classement individuel |
| ------ | ---------------------- | ----------------------------------------- |
| 2011   | 37e                    | Roman Broniš (326e)                       |

UCI Asia Tour
| Saison | Classement par équipes | Meilleur coureur au classement individuel |
| ------ | ---------------------- | ----------------------------------------- |
| 2010   | 62e                    | Rostislav Krotký (301e)                   |

UCI Europe Tour
| Saison    | Classement par équipes | Meilleur coureur au classement individuel |
| --------- | ---------------------- | ----------------------------------------- |
| 2010      | 98e                    | Nebojša Jovanović (630e)                  |
| 2011      | 84e                    | Roman Broniš (421e)                       |
| 2012      | 104e                   | Martin Hunal (435e)                       |
| 2013      | 108e                   | Martin Hunal (592e)                       |
| 2014-2017 | -                      | -                                         |
| 2018      | 126e                   | Pavel Stöhr (1224e)                       |
| 2019      | 96e                    | Tomáš Kalojíros (619e)                    |
| 2020      | 91e                    | Petr Fiala (872e)                         |

L'équipe est également classée au Classement mondial UCI qui prend en compte toutes les épreuves UCI et concerne toutes les équipes UCI.
| Saison | Classement par équipes | Meilleur coureur au classement individuel |
| ------ | ---------------------- | ----------------------------------------- |
| 2018   | -                      | Jan Stöhr (1281e)                         |
| 2019   | 173e                   | Tomáš Kalojíros (853e)                    |
| 2020   | 153e                   | Petr Fiala (1125e)                        |

## AC Sparta Praha en 2024
Effectif
| Effectif 2024            | Effectif 2024     | Effectif 2024 | Effectif 2024            |
| Cycliste                 | Date de naissance | Pays          | Équipe précédente        |
| ------------------------ | ----------------- | ------------- | ------------------------ |
| Richard Habermann        | 29 mars 1999      | Tchéquie      | Topforex-Lapierre (2020) |
| Jan Hezina               | 16 septembre 2005 | Tchéquie      |                          |
| Petr Hladík              | 6 décembre 2005   | Tchéquie      |                          |
| Jaromír Kohout           | 25 octobre 2005   | Tchéquie      |                          |
| Martin Kohout            | 28 septembre 1998 | Tchéquie      | Topforex-Lapierre (2020) |
| Marek Majdanics          | 18 octobre 2004   | Tchéquie      |                          |
| Daniel Mlejnek           | 25 février 2004   | Tchéquie      |                          |
| Jiří Pospíšil            | 11 juillet 2005   | Tchéquie      |                          |
| Šimon Řezník             | 3 juin 2000       | Tchéquie      |                          |
| Jan Ryba                 | 25 mars 1995      | Tchéquie      |                          |
| Vojtěch Seidl            | 2 mars 2005       | Tchéquie      |                          |
|                          |                   |               |                          |
| Source : ProCyclingStats |                   |               |                          |

Victoires
| Victoires | Victoires | Victoires | Victoires | Victoires | Victoires |
| Date      | Course    | Pays      | Classe    | Vainqueur |           |
| --------- | --------- | --------- | --------- | --------- | --------- |